# Eirik Brandsdal
Eirik Brandsdal,  född 11 november 1986, är en norsk längdskidåkare som tävlar på världscupsnivå och för Kjelsaas IL. Hans bästa disciplin är sprint och det är på just sprint som han har vunnit fem gånger i världscupen. Den första pallplatsen tog han i december 2009 när han kom trea i fristilssprinten i Düsseldorf.
Brandsdal har deltagit i två VM (2011, 2013). Hans bästa resultat är en sjätteplats i klassisk sprint i Val di Fiemme 2013.
Brandsdal deltog i olympiska vinterspelen 2014 i Sotji. Han tävlade endast i sprinten där han kom nia.

## Världscupssegrar

### Individuellt (5)
| Datum            | Plats   | Land    | Disciplin                                     |
| ---------------- | ------- | ------- | --------------------------------------------- |
| 23 januari 2011  | Otepää  | Estland | Sprint klassiskt                              |
| 14 januari 2012  | Milano  | Italien | Sprint fristil                                |
| 7 mars 2012      | Drammen | Norge   | Sprint klassiskt                              |
| 29 november 2013 | Ruka    | Finland | Sprint klassiskt (etapp i nordiska öppningen) |
| 29 november 2014 | Ruka    | Finland | Sprint klassiskt                              |